# Tony Gwynn, Jr.
Pour les articles homonymes, voir Gwynn.
Pour son père, voir Tony Gwynn.
Anthony Keith Gwynn, Junior (né le 4 octobre 1982 à Long Beach, Californie, États-Unis) est un voltigeur de baseball qui évolue dans les Ligues majeures de 2006 à 2014.
Il est le fils de Tony Gwynn, vedette des Padres de 1982 à 2001 et membre du Temple de la renommée du baseball, et le frère de la chanteuse Anisha Nicole. Son oncle Chris Gwynn a aussi joué dans les Ligues majeures de 1987 à 1996.

## Carrière

### Brewers de Milwaukee
Athlète au niveau collégial, Tony Gwynn est drafté en 33e ronde par les Braves d'Atlanta, devant le 1000e joueur réclamé au repêchage amateur de 2000. Le jeune joueur choisit de ne pas signer avec l'équipe et de poursuivre ses études à l'Université d'État de San Diego. Il devient en 2003 un choix de deuxième ronde des Brewers de Milwaukee. Il fait ses débuts dans les majeures avec ce club le 15 juin 2006.
C'est comme frappeur suppléant qu'il obtient son premier coup sûr dans les majeures, aux dépens de Brian Wilson des Giants de San Francisco le 19 juillet 2006.
Joueur réserviste, il fait des aller-retour entre les mineures et les majeures de 2006 à 2008, jouant un total de 130 parties avec Milwaukee.

### Padres de San Diego
Le 21 mai 2009, les Brewers l'échangent aux Padres de San Diego en retour du voltigeur Jody Gerut. Le jour même, Gwynn fait ses débuts sous les couleurs portées par son illustre père pendant 20 saisons, alors que San Diego accueille San Francisco. Gwynn Jr. dispute 119 parties pour les Padres au cours de la saison 2009. Il maintient une moyenne au bâton de ,270 avec 106 coups sûrs, 59 points marqués et 21 points produits. Le 26 juin 2009, il claque son premier coup de circuit dans les majeures, contre le lanceur Kevin Milwood des Rangers du Texas.
Le 13 juin 2010, Gwynn Jr. réussit un coup de circuit intérieur au Petco Park de San Diego contre les Mariners de Seattle. Le 17 juillet, il réussit son deuxième coup de circuit à l'intérieur du terrain de la saison dans un gain de 8-5 des Padres à Petco Park sur les Diamondbacks de l'Arizona. Il compte alors autant de circuits du genre que son père. Gwynn termine la saison 2010 avec une moyenne au bâton de ,204, 20 points produits et un sommet personnel de 17 buts volés. 

### Dodgers de Los Angeles
Devenu agent libre, il signe le 11 décembre 2010 un contrat d'un an avec les Dodgers de Los Angeles. En 2011, Gwynn produit 22 points pour les Dodgers et vole 22 buts, améliorant de nouveau son meilleur total en carrière. Il relève sa moyenne au bâton à ,256. En 2012, il frappe pour ,232 en 103 parties jouées, avec 29 points marqués, 17 points produits et 13 buts volés. En 2013, il passe sa dernière saison dans l'organisation des Dodgers à jouer uniquement pour leur club-école d'Albuquerque, dans la Ligue de la côte du Pacifique.

### Phillies de Philadelphie
Gwynn rejoint les Phillies de Philadelphie pour la saison 2014. Voltigeur réserviste, il ne frappe que pour ,163 en 119 passages au bâton et est libéré le 27 juillet. Quelques semaines plus tard, les Phillies lui offrent à nouveau un contrat des ligues mineures.
Le 3 mars 2015, Gwynn signe un contrat des ligues mineures avec les Nationals de Washington. Il ne s'aligne cependant qu'en ligues mineures dans la saison qui suit. Au début de 2016, il annonce à 33 ans sa retraite sportive et commence une nouvelle carrière dans les médias en joignant la station de radio KLAC AM 570 de Los Angeles.